# Вељка Трња
Вељка Трња (слч. Veľká Tŕňa) насељено је мјесто са административним статусом сеоске општине (слч. obec) у округу Требишов, у Кошичком крају, Словачка Република.

## Становништво
| Година:    | 1994. | 2004.    | 2014.   | 2024.   |
| ---------- | ----- | -------- | ------- | ------- |
| Број људи: | 539   | 484      | 457     | 443     |
| Разлика:   |       | -10,20 % | -5,57 % | -3,06 % |

| Година:    | 2023. | 2024.   |
| ---------- | ----- | ------- |
| Број људи: | 448   | 443     |
| Разлика:   |       | -1,11 % |

Према подацима о броју становника из 2011. године насеље је имало 454 становника.